# Тарзи, Махмуд-бек
Махму́д-бек Тарзи́ (пушту محمود طرزۍ‎, перс. محمود بیگ طرزی‎;
1865—1933) — афганский писатель

, поэт, редактор, издатель, переводчик, журналист, просветитель, общественный и политический деятель, идеолог и вдохновитель движения младоафганцев.

## Биография
Родился в Газни в семье пуштунского сердара и известного поэта Гуляма Мухаммада Тарзи. В 1881 эмир Афганистана Абдур-Рахман изгнал из страны семью Тарзи, и они нашли прибежище в Турции. Махмуд Тарзи прожил в Турции и Сирии до 35 лет, изучив за это время пушту, фарси, турецкий, арабский, урду и французский языки. В 1891 году в Дамаске он женился на Асме Расмие — дочери шейха Салех Аль-Моссадыка, муэдзина Мечети Омейядов.
После смерти эмира Абдур-Рахмана в 1901 его сын, эмир Хабибулла-хан в 1902 разрешил семье Тарзи вернуться в страну. Вернувшись в Афганистан, Махмуд-бек развернул активную деятельность как писатель, поэт, просветитель и журналист. Был близок к двору эмира, дочь Тарзи Сорайя в 1913 в возрасте 14 лет вышла замуж за принца Амануллу, будущего короля Афганистана.

### Литературная деятельность и журналистика
Махмуд Тарзи сыграл ключевую роль в становлении национальной журналистики в Афганистане, за что был удостоен неофициального титула «отец афганской журналистики». Главной его заслугой в этой сфере было издание газеты «Серадж-аль-Ахбар» («Светильник новостей»), издателем и редактором которой он был. Газета выходила два раза в неделю с октября 1911 по январь 1919 года и сыграла большую роль в становлении движения младоафганцев. Тарзи был автором большого количества публикаций на общественно-политические, исторические и философские темы.
В области литературы Тарзи считается основоположником современной литературы Афганистана, его творчество способствовало демократизации национальной прозы и поэзии. Ещё в Турции и Сирии он изучил большое количество источников, как европейских, так и турецких, и в Дамаске написал книгу «Сад учения», содержавшую ряд статей по различным вопросам литературы, искусства, путешествий и науки. Другая его книга, «Сад знаний» (впоследствии опубликованная в Кабуле), включает статью «Моя любимая страна, Афганистан», в которой он рассказывает своим соотечественникам в Афганистане о своей тоске по родине и с ностальгией описывает её климат, горы и пустыни. В 1914 был опубликован его роман «Путешествие через три континента за 29 дней». В предисловии Махмуд Тарзи отмечал:

Хотя человеческий век имеет свои естественные пределы, он может быть продлён двумя способами: изучением истории и путешествиями. Изучение истории расширяет восприятие создания мира, а путешествия расширяют поле зрения.— 

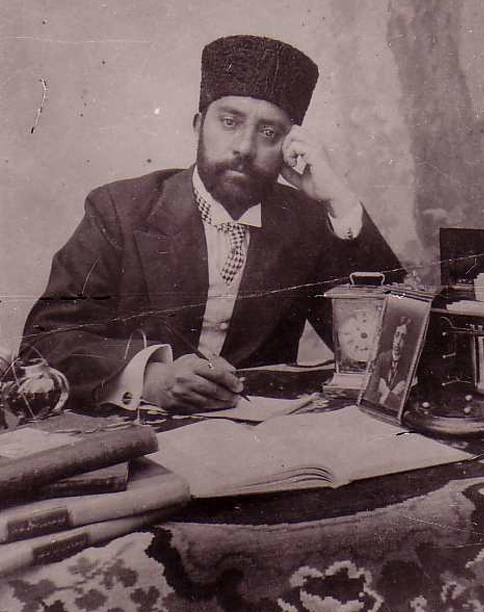
Тарзи в 1910-х

Тарзи проявил себя и как переводчик. Он перевёл на дари романы таких европейских писателей, как А.Дюма и Ж.Верн, в частности, «Вокруг света за восемьдесят дней», «Двадцать тысяч лье под водой», «Таинственный остров», и, кроме того, историю русско-японской войны, а также перевёл с турецкого ряд документов по международному праву.
Махмуд Тарзи стал первым детским писателем Афганистана, опубликовав книгу «Серадж-аль Афтал» («Детская лампа»), предназначенную для детей.
Многие из сочинений Махмуда Тарзи были опубликованы лишь посмертно.

### Политическая деятельность
В 1919 после гибели в результате заговора Хабибуллы-хана к власти в Афганистане пришёл Аманулла-хан, зять Махмуда Тарзи. Молодой король назначил своего тестя министром иностранных дел, Махмуд Тарзи занимал этот пост с 1919 по 1921 годы. На этот период приходятся такие события, как третья англо-афганская война, провозглашение независимости Афганистана и признание его Советской Россией. 28 февраля 1921 года в Кабуле был подписан Договор о дружбе между Россией и Афганистаном, заложивший фундамент двусторонних добрососедских отношений. Тарзи в качестве министра иностранных дел возглавлял афганскую делегацию на мирных переговорах с Великобританией в 1920 (в Миссури) и 1921 (в Кабуле). После провозглашения независимости страны Тарзи в качестве министра иностранных дел занимался открытием посольств Афганистана в Лондоне, Париже и столицах других стран, а с 1922 по 1924 годы был послом во Франции. В период с 1924 по 1927 годы снова занимал пост министра иностранных дел.

### Последние годы

Махмуд Тарзи и его жена Асма Расмия (?-1968)

После отречения от престола Амануллы-хана в 1929 Махмуд Тарзи с семьей, как и семья Амануллы-хана, был вынужден эмигрировать из Афганистана. Последние годы жизни он провёл в Турции. Умер в 1933, похоронен в Стамбуле.

## Культурный фонд Махмуда Тарзи
В 2005 году в Кабуле создан «Культурный фонд Махмуда Тарзи», его головной офис расположен в Институте Махмуда Тарзи. Фонд предназначен для повышения качества жизни и образования детей, содействия образованию, строительства школ, тренинговых и медицинских центров, и оказания финансовой помощи афганским студентам.
Основной проект, который Фонд начал весной 2007 года — Центр Махмуда Тарзи. Этот проект предусматривает создание библиотеки и музея трудов Махмуда Тарзи, Центра поддержки беспризорных детей (в память об Асме Расмие, жене Махмуда Тарзи), и женский Центр (в память о Мелике Сорайя, дочери Махмуда Тарзи и королеве Афганистана).
Для получения необходимых финансовых средства, вместе с Центром Махмуда Тарзи будут построены бизнес-центр и отель. Прибыль будет направлена на стипендиальные программы, публикации трудов Махмуда Тарзи и поддержку молодых журналистов и литераторов, которые работают над воплощением идей Тарзи.
В честь Махмуда Тарзи в Афганистане учреждён орден, названный его именем.